# Boisgasson
Boisgasson är en kommun i departementet Eure-et-Loir i regionen Centre-Val de Loire strax norr om centrala Frankrike. Kommunen ligger i kantonen Cloyes-sur-le-Loir som tillhör arrondissementet Châteaudun. År 2018 hade Boisgasson 108 invånare.

## Befolkningsutveckling
Antalet invånare i kommunen Boisgasson
Referens:INSEE